# 盖尔盖伊·伊什特万
盖尔盖伊·伊什特万（匈牙利語：Gergely István，1976年8月20日—），匈牙利男子水球运动员。他曾代表斯洛伐克、匈牙利参加2000年、2004年和2008年夏季奥林匹克运动会水球比赛，共获得二枚金牌。